# Michel-Joseph Leblois
Pour les articles homonymes, voir Leblois.
Michel-Joseph Leblois, né le 21 juin 1756 à Javarzay, mort le 25 décembre 1825 à Vitré était un magistrat français en fonction de la fin du XVIIIe siècle au début du XIXe siècle.

## Biographie
Fils de Joseph Leblois, avocat en parlement et lieutenant du marquisat de Chef-Boutonne, et de Jeanne Desmarest, il étudie le droit à l'université de Poitiers et succède  à son père comme lieutenant du marquisat de Chef-Boutonne.
En 1791, il est élu juge au tribunal du district de Melle, dont il devient président.
Le 15 juillet 1793, il prend les fonctions d'accusateur public près le tribunal criminel des Deux-Sèvres, à Niort, en remplacement de François-Augustin Chauvin-Hersant, qui rejoint la Convention, ainsi que d'accusateur militaire pour l'armée de l'Ouest. Les prisons de la ville sont alors remplies d'insurgés pris les armes à la main, de nobles, de suspects, ainsi que de militaires s'étant livrés à des actes délictueux.
Après le 9-Thermidor, il est choisi en août 1794 pour remplacer Fouquier-Tinville au poste d'accusateur public près le tribunal révolutionnaire de Paris. Dans ses fonctions, il instruit plusieurs affaires marquantes sur ordre de la Convention et des comités de gouvernement, parmi lesquelles le procès de Jean-Baptiste Carrier et du comité révolutionnaire de Nantes, et celui du précédent tribunal révolutionnaire. Il est remplacé par l'accusateur public Antoine Judicis (1739-1822) en janvier 1795. Puis, lors de la dissolution du tribunal révolutionnaire, le 12 prairial an III (31 mai 1795), il est nommé substitut de l'accusateur public près le tribunal criminel de Paris. Il est conseiller municipal de Niort de 1801 à 1809. Il reprend ses fonctions d'accusateur public à Niort, devenant procureur impérial en 1805.
Il est titré chevalier de l'Empire par lettres patentes du 14 février 1810.
Lors de la réorganisation des cours et tribunaux en 1811, il est nommé substitut du procureur général à la Cour d'assises de Poitiers. Mis à la retraite avec pension en 1816, il se retire en son château de La Bessière où il meurt en 1825.

## Famille
Marié à Marie-Anne-Julie Pressac. De son mariage il eut deux enfants : Claude Victor, marié à Adèle Gaud de la Ruelle et Marie Anne Joséphine, mariée à  Ange Achille Charles de Brunet comte de Neuilly.